# Domicílio
No campo do direito, domicílio é o lugar ou a sede prefixado em lei ou em contrato, onde se poderá encontrar a pessoa natural ou jurídica, para que a mesma possa arcar com as suas obrigações legais. Etimologicamente, vem do termo latino domus, que significa "casa". A definição legal, porém, afastou-se desse significado para agregar dois elementos: um objetivo, que é a residência, e outro subjetivo, que é o ânimo definitivo. Daí, então, não se confundir com a simples moradia, embora esta também não seja desprovida, em alguns casos, de relevância jurídica.
O termo 'domicílio' é também empregado, excepcionalmente, no direito, para indicar a casa de morada de pessoa.

## Classificação
De acordo com a forma de determinação, o domicílio pode ser:
- Voluntário, se estabelecido por vontade própria;
- Legal ou necessário, se imposto por lei, como nos casos do incapaz (ou do seu representante), do servidor público (onde exerce suas funções), do militar (onde serve ou a sede do comando em que serve), oficiais e tripulantes da marinha mercante (local de matrícula do navio) e do preso (local de cumprimento da sentença);
- Convencional, se escolhido entre as partes, para os efeitos de um contrato específico.

## Legislação Brasileira
Na legislação brasileira, a regra sobre a fixação do domicílio civil encontra-se estabelecida do artigo 70 ao artigo 78 do Código Civil Brasileiro. Nos contratos escritos, poderão, os contratantes, especificar domicílio onde se exercitem e cumpram os direitos e obrigações deles resultantes.

### Pessoa Natural (artigos 71 a 73 do Código Civil)
O domicílio da pessoa natural é o lugar onde ela estabelece a sua residência com ânimo definitivo. Se a pessoa tiver várias  residências, onde, alternadamente, viva, considerar-se-á domicílio seu qualquer delas; Se a pessoa não tiver residência habitual, seu domicílio será o local onde for encontrada. Também é domicílio, quanto às relações concernentes à profissão, o local onde exerça suas atividades; Se a pessoa exercitar profissão em lugares diversos, cada um deles constituirá domicílio para as relações que lhe corresponderem.

#### Artigo 71
A hipótese é de domicílio plural, ou seja, aquela em que a pessoa mantém mais de um local definitivo de residência, o que caracteriza pela alternância. Distinguia a pluralidade de domicílio tanto pela diversidade de residências onde a pessoa alternadamente vivesse como, pela existência de vários centros de ocupações habituais.

#### Artigo 72
A pessoa pode residir com ânimo definitivo em determinado lugar e em outro centralizar suas atividades profissionais. Nesse caso, há modalidade especial de domicílio, de modo que, para as relações concernentes ao exercício da profissão, o lugar onde esta é exercida se considera domicílio. O domicílio profissional, além de especial, pode ser plural, quando a pessoa em diversas localidades exercer sua profissão.

#### Artigo 73
O itinerante tem domicílio no local onde for encontrado. Fixando os princípios fundamentais sobre o domicílio no Direito brasileiro, Pontes de Miranda afirma que, diferentemente de outros sistemas, não se admite a falta de domicílio, de modo que todos têm domicílio, mesmo "o que não tem residência nem moradia (princípio da cogência do domicílio)".

#### Pessoa Jurídica (artigo 75)
O domicílio:
- da União é o Distrito Federal;
- dos Estados e Territórios, suas as respectivas capitais;
- do Município, o lugar onde funcione a administração municipal;
- das demais pessoas jurídicas, o lugar onde funcionarem as respectivas diretorias e administrações, ou onde elegerem domicílio especial no seu estatuto ou atos constitutivos.

##### Parágrafos 1° e 2°
Tendo a pessoa jurídica diversos estabelecimentos em lugares diferentes, cada um deles será considerado domicílio para os atos nele praticados.
Se a administração, ou diretoria, tiver a sede no estrangeiro, terá por domicílio, no tocante às obrigações contraídas por cada uma das suas agências, o lugar do estabelecimento, sito no Brasil, a que ela corresponder.
As pessoas jurídicas possuem domicílio, ou sede jurídica e, conforme aduz Maria Helena Diniz, "como não têm residência, é o local de suas atividades habituais de seu governo, administração ou direção, ou, ainda, o determinado no ato constitutivo".

#### Casos Especiais (artigo 76)
O domicílio:
- do incapaz, é o mesmo do seu representante ou assistente;
- do servidor público, o lugar em que exercer permanentemente suas funções;
- do militar, onde servir, e, sendo da Marinha ou da Aeronáutica, a sede do comando a que se encontrar imediatamente subordinado;
- do marítimo, onde o navio estiver matriculado;
- o do preso, o lugar em que cumprir a sentença.

"Domicílio necessário" é o estabelecido por lei, independentemente da vontade do sujeito, sendo, por isso, também chamado de "domicílio legal".

#### Artigo 77
O agente diplomático do Brasil que, citado no estrangeiro, alegar extraterritorialidade sem designar onde tem, no país, o seu domicílio, poderá ser demandado no Distrito Federal ou no último ponto do território brasileiro onde o teve.
A regra que estabelece o domicílio do diplomata tem natureza processual, pois parte do pressuposto de que tenha sido "citado no estrangeiro". Deve, ainda, gozar de extraterritorialidade e alegá-la.

#### Artigo 78
Nos contratos escritos, poderão, os contratantes, especificar domicílio onde se exercitem e cumpram os direitos e obrigações deles resultantes. Trata-se do domicílio convencional. É, portanto, a convenção sobre o local de execução do contrato.